# بریگهم سیتی (فیلم)
«بریگهم سیتی» (انگلیسی: Brigham City (film)) فیلمی در ژانر مهیج و درام است که در سال ۲۰۰۱ منتشر شد. از بازیگران آن می‌توان به ویلفورد بریملی اشاره کرد.